# توماس گولتس
توماس گولتس (انگلیسی: Thomas Goltz؛ زادهٔ ۱۱ اکتبر ۱۹۵۴) یک تاریخ‌نگار، و روزنامه‌نگار اهل ایالات متحده آمریکا است.